# Villeneuve-d'Ascq
Villeneuve-d'Ascq es un municipio y ciudad planificada del departamento de Norte. Nacida de la unificación de tres antiguas localidades: Ascq, Annappes, y Flers, la ciudad es la cuna del Vehículo Automático Ligero (VAL). También fue el escenario de un trágico suceso histórico, la matanza de Ascq. 
Con más de 60 000 habitantes, es una de las principales ciudades de la Comunidad Urbana de la Metrópoli de Lille y el más grande (2746 ha) después de Lille, es también una de las principales ciudades de la región de Alta Francia.
Villeneuve-d'Ascq es apodado "la technopôle verte" debido a la fuerte presencia de los centros de investigación - hay campus de la Universidad de Lille I, Universidad de Lille 3 y muchas escuelas de ingenieros - y las empresas en un espacio verde. Gracias a sus áreas de negocio, el parque tecnológico de la Haute Borne y dos centros comerciales, Villeneuve d'Ascq es uno de los centros económicos más importantes de la región de Norte-Paso de Calais. Multinacionales como Mobivia, Cofidis y Decathlon tienen su sede allí.
Aparte de sus actividades académicas y económicas, Villeneuve d'Ascq es principalmente conocida por sus eventos deportivos - dos estadios ubicado en la ciudad y algunos de sus equipos jugando en primera división - sus museos, el más famoso es el dedicado a arte moderno, arte contemporáneo y arte marginal (LaM) por sus espacios verdes y la infraestructura dedicadas a la discapacidad.

## Nombre de la ciudad
El nombre tal y como está escrito en los documentos oficiales incluye un guion. Sin embargo los habitantes de la ciudad escriben a menudo su nombre sin guion. Cuando se impuso esta norma en 1970, los consejeros municipales proclamaron el nombre sin guion, así como los periódicos aparecidos en aquella época. Desde entonces, el guion no figura en ningún documento oficial, ni siquiera sobre las señales en la entrada de la ciudad, ni sobre su bandera.

## Demografía
| 1 221 | 1 161 | 1 185 | 1 356 | 1 821 | 1 664 | 1 943 | 1 962 | 2 050 | 2 118 | 2 232 | 2 307 | 2 357 | 2 651 | 2 713 | 2 858 | 2 860 | 3 014 | 2 956 | 3 026 | 3 020 | 3 127 | 3 221 | 3 350 | 3 553 | 3 751 | 5 373 | 11 618 | 36 769 | 59 527 | 65 320 | 65 042 | 61 630 |
| Para los censos de 1962 a 1999 la población legal corresponde a la población sin duplicidades (Fuente: INSEE [Consultar]) |       |       |       |       |       |       |       |       |       |       |       |       |       |       |       |       |       |       |       |       |       |       |       |       |       |       |        |        |        |        |        |        |

## Geografía
Situada entre Lille y Roubaix, sobre una encrucijada de las principales vías hacia París, Gante, Amberes y Bruselas, Villeneuve d'Ascq pertenece a la comunidad urbana de Lille Métropole. Llamada la Tecnópolis Verde, su logotipo desde 1988 es una esfera azul por el aspecto tecnológico de la ciudad, y una hoja verde por el respeto del medio ambiente.
La ciudad cuenta con 1000 hectáreas de espacios verdes, de lagos, bosques y tierras agrícolas.
Villeneuve d'Ascq está recorrida por la Marque y por el canal de Roubaixlers-Breucq. Tiene varios lagos, como el Lago del Héron, el más grande. Los otros lagos conocidos son el Lago de Canteleu, el Lago de Quicampoix, el Lago de Saint-Jean, el Lago de los Españoles y el Lago del Castillo. Un amplio parque se extiende sobre una gran zona de la ciudad, en el centro del municipio.
La ciudad reposa sobre un suelo pantanoso al norte y al Este, sobre pendientes al Sur, y sobre un sol arenoso al oeste.

## Educación superior y universidad
Los siguientes campus universitarios se encuentran en Villeneuve d'Ascq:
- École centrale de Lille, escuela de ingenieros
- Campus Universidad de Lille I (Université Lille Nord de France)
- Campus Université des Lettres et Arts de Lille III - Charles de Gaulle (Université Lille Nord de France).